# پولک‌سمندرسانان
پولک‌سمندرسانان (نام علمی: Lepidosireniformes) نام یک راسته از زیررده شش‌ماهی است.